# Polonur

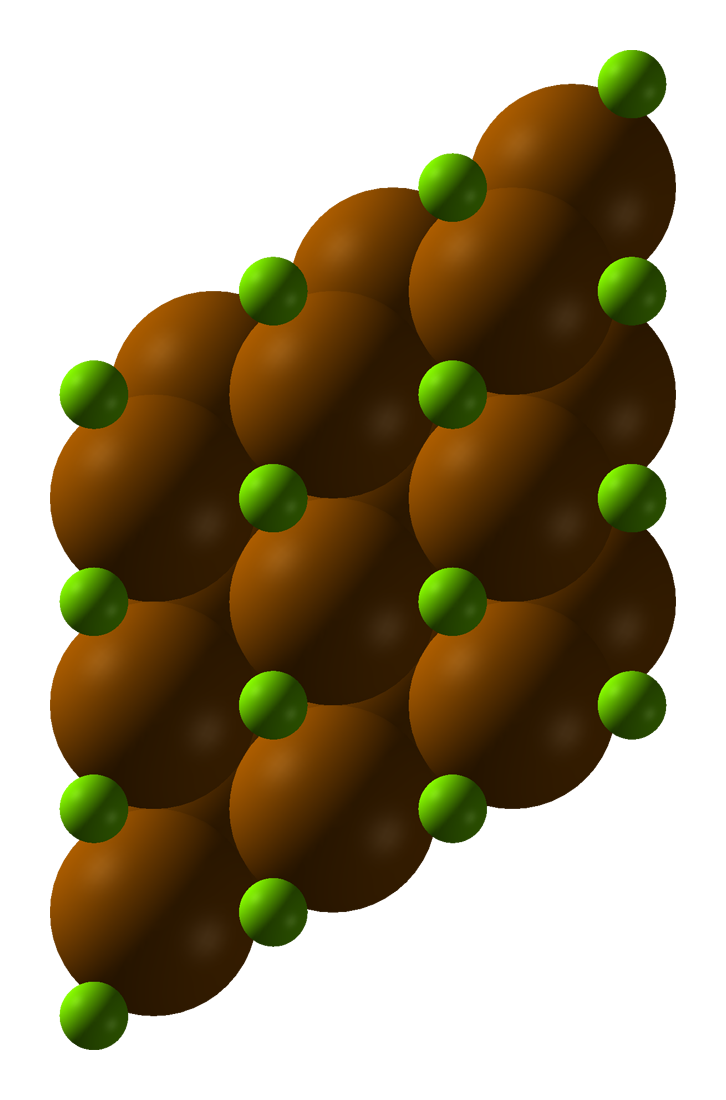
Polonur de magnesi. Els anions polonur es representen en marró i els cations magnesi en verd.

Un polonur és un compost químic format per la combinació de l'element poloni, {\textstyle Po}, i un o més elements menys electronegatius que ell.

## Nomenclatura
Els polonurs són combinacions del poloni amb elements més electropositius o, cosa que és el mateix, menys electronegatius. La IUPAC ha establert que, a efectes d'anomenar els polonurs, els elements més electropositius són tots els dels grups 1 a 15 de la taula periòdica, els lantanoides i els actinoides, situats tots ells a l'esquerra del grup del poloni.
Per anomenar aquests composts s'empra la nomenclatura de composició estequiomètrica, preferint-se la que indica la proporció de cada element mitjançant prefixos de quantitat. Els noms es formen començant per polonur precedit per un prefix, si cal, que indica la proporció del poloni al compost; després la preposició de, i s'acaba amb el nom de l'altre element, també precedit del prefix que indiqui la proporció, si cal.

## Característiques
Els polonurs són els composts més estables del poloni. A la naturalesa un dels pocs composts de poloni que s'ha trobat és el polonur de plom, {\textstyle PbPo}. Al laboratori els polonurs s'obtenen per reacció directa del poloni i l'altre element. La majoria es descomponen quan se'ls escalfa per damunt dels 600 °C, excepte el polonur de mercuri que ho fa al voltant dels 300 °C. Amb els elements més electropositius el poloni forma polonurs iònics amb l'anió polonur, {\textstyle Po^{2-}}. Exemples són els polonurs dels metalls alcalins: {\textstyle Li_{2}Po,Na_{2}Po,K_{2}Po,...}; els dels alcalinoterris: {\textstyle BePo,MgPo,CaPo,...}; dels metalls de transició: {\textstyle CdPo,HgPo,NiPo,...} i dels lantanoides, amb la fórmula general {\textstyle LPo}, on {\textstyle L}, representa un lantanoide.